# Californi
El californi és l'element químic de símbol Cf i nombre atòmic 98. Fou creat per primer cop a la Universitat de Califòrnia a Berkeley l'any 1950 bombardejant curi amb partícules alfa (ions d'heli-4). És un actínid metàl·lic i radioactiu, es tracta del sisè element transurànic que fou sintetitzat i té la segona massa atòmica més elevada de tots els elements que han estat produïts en quantitats prou grans per poder ser vists a ull nu (després de l'einsteini). Fou anomenat en honor de Califòrnia i la Universitat de Califòrnia. És l'element més pesant que es troba de manera natural a la Terra; els elements més pesants que el californi només poden ser produïts sintèticament.
Existeixen dues formes cristal·lines del californi sota una pressió normal: una per sobre dels 900 °C i l'altra per sota dels 900 °C. A més, n'existeix una tercera forma a alta pressió. L'element perd llustre lentament en aire a temperatura ambient. Els compostos del californi es denominen segons l'estat d'oxidació de l'element, dels quals el Cf (III) és el més habitual. L'isòtop més estable dels vint isòtops coneguts del californi és el californi-251, el qual té un període de semidesintegració de 898 anys. Aquesta breu semivida significa que l'element no es troba en quantitats significatives a l'escorça terrestre. El californi-252, d'una semivida d'uns 2,64 anys, és l'isòtop més comú que s'utilitza, i és produït al Laboratori Nacional d'Oak Ridge dels Estats Units i a l'Institut d'Investigació de Reactors Atòmics de Rússia.
El californi és un dels pocs elements transurànics que té aplicacions pràctiques. La majoria d'aquestes aplicacions aprofiten la propietat d'alguns isòtops del californi d'emetre neutrons. Per exemple, el californi pot ser utilitzat per ajudar a engegar reactors nuclears i es fa servir com a font de neutrons quan s'estudien materials amb difracció de neutrons i espectroscòpia de neutrons. També pot ser utilitzat en la síntesi nuclear d'elements de massa atòmica superior; l'oganessó (l'element 118) fou sintetitzat bombardejant àtoms de californi-249 amb ions de calci-48. L'ús del californi ha de tenir en compte els problemes radiològics i la capacitat de l'element per interrompre la producció de glòbuls vermells per bioacumulació en el teixit ossi.

## Propietats físiques
El californi és un metall actínid blanc platejat que té un punt de fusió de 900 ± 30 °C i un punt d'ebullició estimat de 1.745 Kelvin. El metall pur és mal·leable i es pot tallar fàcilment amb una fulla d'afaitar. El metall californi comença a vaporitzar-se per sobre els 300 °C quan s'exposa al buit. Per sota dels 51 K (−220 °C) el metall californi és ferromagnètic o bé ferrimagnètic (actua com un imant), entre 48 i 66 K és antiferromagnètic (un estat intermedi) i per sobre dels 160 K (−110 °C) és paramagnètic (camps magnètics externs el poden convertir en magnètic). Forma aliatges amb metalls lantànids però se'n coneix poca cosa.
El californi té dues formes cristal·lines a 1 atm de pressió: una forma hexagonal compacta doble, anomenada alfa (α), i una forma cúbica centrada en la cara, designada beta (β). La forma α existeix per sota dels 900 °C i té una densitat de 15,10 g/cm³, mentre que la forma β existeix per sobre dels 900 °C i té una densitat de 8,74 g/cm³. A 48 GPa de pressió, la forma β es transforma en un sistema cristal·lí ortoròmbic a causa de la deslocalització dels electrons 5f de l'àtom, la qual cosa els allibera per poder-se enllaçar.
El mòdul de compressibilitat del californi –que mesura la seva resistència sota una pressió uniforme– és de 50 ± 5 GPa, similar al dels metalls lantànids trivalents però menor que el de metalls més familiars com l'alumini (70 GPa).

## Propietats químiques i compostos químics
| Estat d'oxidació | Compost                    | Fórmula | Color         |
| ---------------- | -------------------------- | ------- | ------------- |
| +2               | Bromur de californi (II)   | CfBr₂   | Groc          |
| +2               | Iodur de californi (II)    | CfI₂    | Violeta fosc  |
| +3               | Òxid de californi (III)    | Cf₂O₃   | Verd-groc     |
| +3               | Fluorur de californi (III) | CfF₃    | Verd brillant |
| +3               | Clorur de californi (III)  | CfCl₃   | Verd maragda  |
| +3               | Iodur de californi (III)   | CfI₃    | Groc llimona  |
| +4               | Òxid de californi (IV)     | CfO₂    | Marró-negre   |
| +4               | Fluorur de californi (IV)  | CfF₄    | Verd          |

El californi presenta valències de 4, 3 o 2, les quals indiquen l'estequiometria dels compostos d'aquest element. Es prediu que les seves propietats químiques són similars a les d'altres actínids de valència +3 i a les del disprosi, que és el lantànid que es troba just a sobre del californi a la taula periòdica. L'element perd la lluïssor lentament en aire a temperatura ambient; el ritme de pèrdua augmenta quan augmenta la humitat. El californi reacciona quan s'escalfa amb hidrogen, nitrogen o un calcogen (element de la família de l'oxigen); les seves reaccions amb l'hidrogen sec o amb àcids minerals aquosos són ràpides.
El californi és només soluble en aigua en la forma de catió californi (III). Els intents de reduir o oxidar l'ió +3 en solució han estat infructuosos. L'element forma clorur, nitrat, perclorat i sulfat solubles en aigua, i es precipita com a fluorur, oxalat o hidròxid.

## Isòtops
S'han caracteritzat vint radioisòtops del californi, els més estables dels quals són el californi-251 (d'un període de semidesintegració'''''' de 898 anys), el californi-249 (351 anys), el californi-250 (13,08 anys) i el californi-252 (2,645 anys). La resta d'isòtops tenen semivides més curtes que un any, i la majoria més curtes que 20 minuts. Els isòtops del californi tenen un nombre màssic dintre del rang de 237 a 256.
El californi-249 es forma mitjançant la desintegració beta del berkeli-249, i la majoria dels altres isòtops de l'element són creats sotmetent el berkeli a una intensa radiació neutrònica en un reactor nuclear. Malgrat que el californi-251 té la semivida més llarga, el seu rendiment de producció és tan sols del 10% a causa de la seva tendència a atreure neutrons (elevada captura neutrònica) i la seva tendència a interaccionar amb altres partícules (elevada secció eficaç de neutrons).
El californi-252 és un fort emissor de neutrons, la qual cosa el converteix en un isòtop extremadament radioactiu i nociu. Sofreix desintegració alfa (la pèrdua de dos protons i dos neutrons) el 96,9% de les vegades per formar curi-248, mentre que la resta de les desintegracions (3,1%) són per fissió espontània. Un microgram (µg) de californi-252 emet 2,3 milions de neutrons per segon, una mitjana de 3,7 neutrons per fissió espontània.
La majoria dels altres isòtops del californi es desintegren en isòtops del curi (de nombre atòmic 96) mitjançant desintegració alfa.

## Història

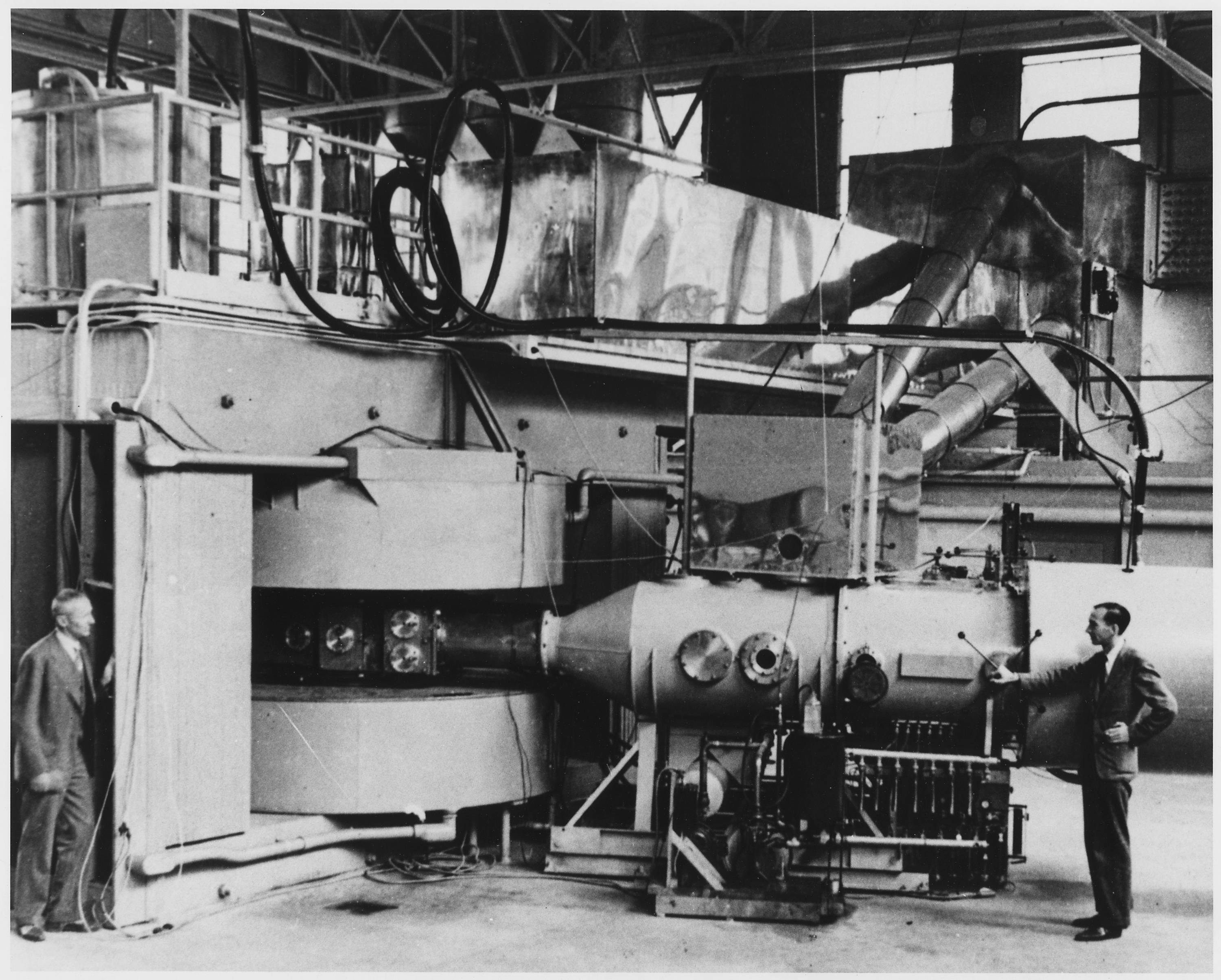
El ciclotró de 1.500 mm de diàmetre que s'utilitzà per sintetitzar californi per primer cop.

El californi fou sintetitzat per primera vegada a la Universitat de Califòrnia a Berkeley pels físics Stanley G. Thompson, Kenneth Street, Jr., Albert Ghiorso i Glenn T. Seaborg el dia, o als voltants del dia, 9 de febrer de 1950. Fou el sisè element transurànic en ser descobert; l'equip anuncià aquest fet el 17 de març de 1950. Per produir el californi, els científics bombardejaren un isòtop de curi-242 (242
96Cm) amb partícules alfa de 35 MeV (4
2He) en el ciclotró de 1.500 mm de diàmetre de Berkeley, la qual cosa produí californi-245 (245
98Cf) més un neutró lliure (n):
242
96Cm + 4
2He → 245
98Cf + 1
0n
Tan sols uns 5.000 àtoms de californi foren produïts en aquest experiment, els quals tenien un període de semidesintegració de 44 minuts.
Els descobridors anomenaren el nou element en honor de Califòrnia i la Universitat de Califòrnia, la qual cosa resultà ser un trencament respecte a la convenció usada pels elements del 95 al 97, els quals s'inspiraren en com s'havien anomenat els elements just a sobre seu de la taula periòdica: l'explicació és que l'element directament a sobre de l'element 98 a la taula periòdica, el disprosi, té un nom que simplement significa «difícil d'arribar-hi», per la qual cosa els investigadors decidiren deixar de banda la convenció no escrita per anomenar els nous elements.
Les primeres quantitats pesables de californi es produïren per primer cop mitjançant la irradiació d'objectius de plutoni al reactor d'assaig de materials del Laboratori Nacional d'Idaho; aquestes troballes foren publicades l'any 1954. En aquestes mostres s'observà l'elevada taxa de fissió espontània del californi-252. D'altra banda, el primer experiment amb californi en forma concentrada tingué lloc l'any 1958. Els isòtops de californi-249 fins a californi-252 s'isolaren aquest mateix any a partir d'una mostra de plutoni 239 que havia estat irradiada amb neutrons en un reactor nuclear durant cinc anys. Dos anys més tard, el 1960, Burris Cunningham i James Wallman, del Lawrence Radiation Laboratory de la Universitat de Califòrnia, crearen els primers composts del californi –el triclorur de californi, l'oxiclorur de californi i l'òxid de californi– tractant l'element amb vapor i àcid clorhídric.
El High Flux Isotope Reactor (HFIR) del Laboratori Nacional d'Oak Ridge situat a Oak Ridge (Tennessee, EUA) començà a produir petites quantitats de californi en els anys 1960. A data de 1995, l'HFIR produïa 500 mil·ligrams de californi anualment. El plutoni aportat pel Regne Unit als Estats Units sota l'empara de l'Acord de defensa mútua entre els Estats Units i el Regne Unit de 1958 s'utilitzà per a la producció de californi.
La Comissió de l'Energia Atòmica dels Estats Units vengué californi-252 a clients industrials i acadèmics a les primeries de la dècada de 1970 a un preu de 10 dòlars el microgram i envià una mitjana de 150 mg per any de californi-252 entre 1970 i 1990. El californi metàl·lic fou preparat per primer cop l'any 1974 per Haire i Baybarz, els quals reduïren òxid de californi (III) amb lantani metàl·lic per obtenir quantitats de l'ordre de micrograms de pel·lícules primers d'un gruix inferior al micròmetre.

## Abundància natural

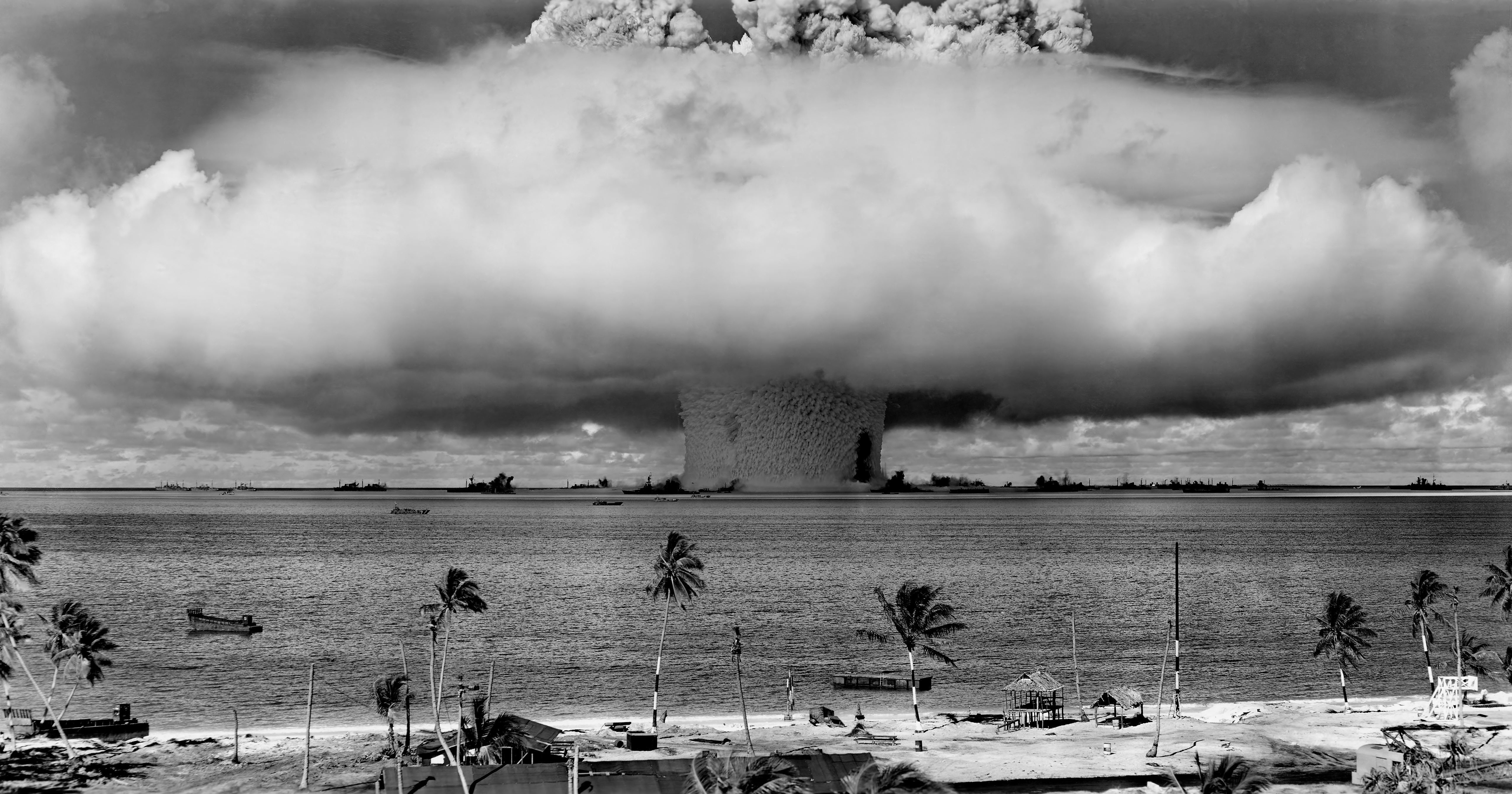
Els assaigs nuclears han contaminat el medi ambient amb traces de californi.

S'ha trobat que a la Terra existeixen quantitats molt petites de californi a causa de les reaccions de captura neutrònica i de la desintegració beta en dipòsits d'urani de concentració molt elevada. Es poden trobar traces de californi prop d'instal·lacions que utilitzen aquest element en prospeccions minerals i en tractaments mèdics. El californi és bastant insoluble en aigua, però s'adhereix bé al sòl ordinari; les concentracions en el sòl poden arribar a ser 500 vegades majors que en l'aigua que envolta les partícules del sòl.
La pluja radioactiva causada pels assajos nuclears a l'atmosfera anteriors a 1980 aportà una petita quantitat de californi al medi ambient. S'han observat els isòtops del californi de nombre màssic 249, 252, 253 i 254 en la pols radioactiva de l'aire analitzada després d'una explosió nuclear.
Durant un temps es cregué que el californi era produït en supernoves, ja que el seu període de desintegració coincideix amb la semivida de 60 dies del 254Cf. Tanmateix, estudis posteriors foren incapaços de demostrar qualsevol tipus d'espectre del californi; actualment es creu que les corbes de llum de les supernoves segueixen la desintegració del níquel-66.

## Producció
El californi es produeix en reactors nuclears i acceleradors de partícules. El californi-250 es produeix bombardejant berkeli-249 (249
97Bk) amb neutrons, la qual cosa forma berkeli-250 (250
97Bk) mitjançant captura neutrònica (n,γ) que, al seu torn, pateix una ràpida desintegració beta (β−) per esdevenir californi-250 (250
98Cf) seguint la següent reacció:
249
97Bk(n,γ)250
97Bk → 250
98Cf + β−
El bombardeig del californi-250 amb neutrons produeix californi-251 i californi-252.
La irradiació prolongada d'americi, curi i plutoni amb neutrons produeix quantitats de l'ordre de mil·ligrams de californi-252 i quantitats de l'ordre de micrograms de californi-249. Els isòtops del curi del 244 al 248 s'irradien amb neutrons en reactors especials per produir principalment californi-252 amb menys quantitats dels isòtops del 249 al 255.
Hi ha disponibles per a l'ús comercial quantitats de l'ordre de micrograms de californi-252 per mitjà de la Comissió Reguladora Nuclear dels Estats Units. Només dues instal·lacions produeixen californi-252: el Laboratori Nacional d'Oak Ridge dels Estats Units i l'Institut de recerca de reactors atòmics de Dimitrovgrad, a Rússia. A data de 2003, els dos llocs produïen 0,25 grams i 0,025 grams de californi-252 per any, respectivament.
Es produeixen tres isòtops del californi amb una semivida significativa, els quals requereixen un total de 15 captures neutròniques per part de l'urani-238 sense cap fissió nuclear ni desintegració alfa durant el procés. El californi-253 es troba al final d'una cadena de producció que comença amb l'urani-238 i que inclou diversos isòtops del plutoni, americi, curi, berkeli, i els isòtops del californi del 249 al 253 (vegeu el diagrama a continuació).

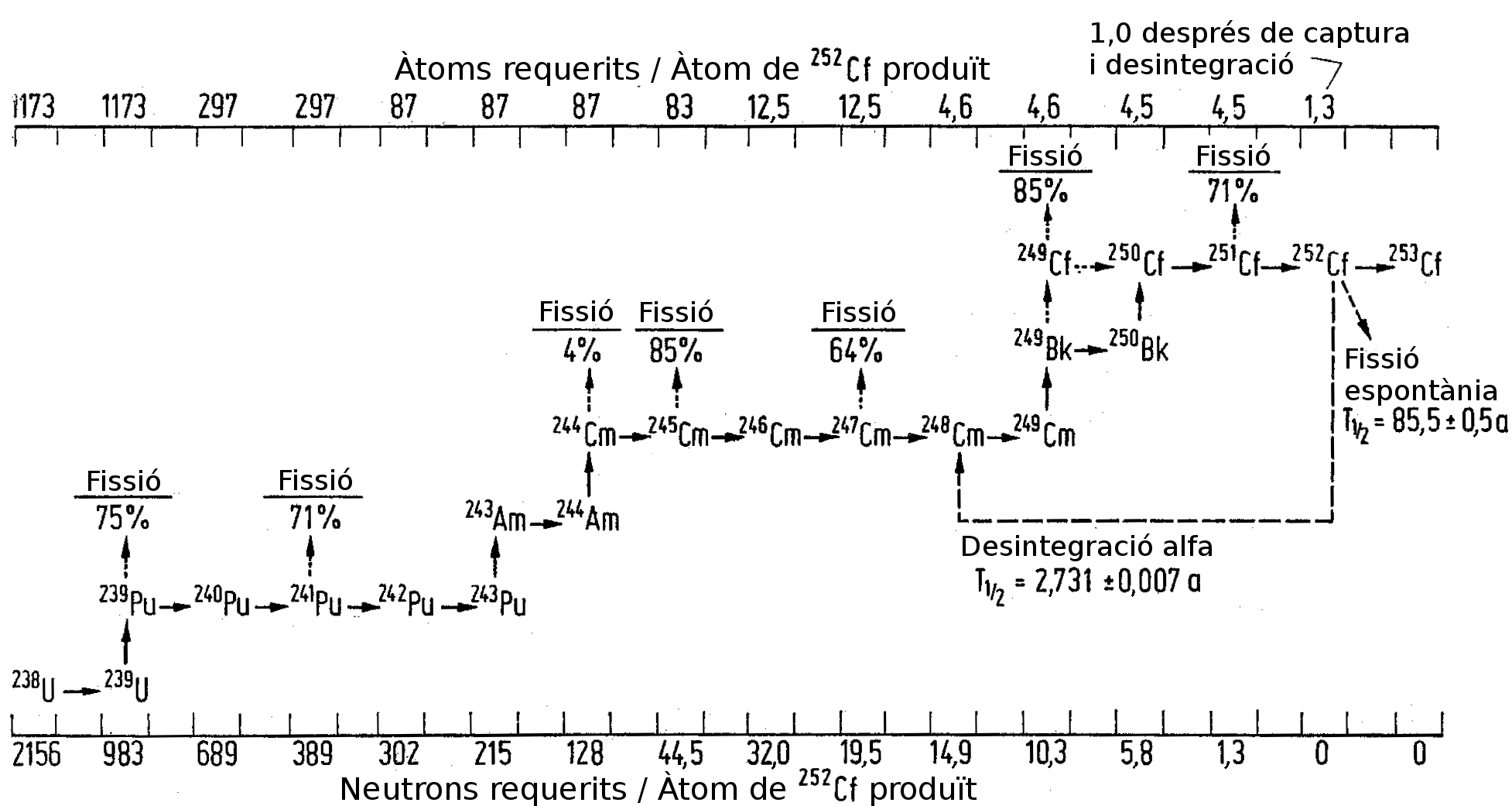
Esquema de la producció de californi-252 a partir d'urani-238 mitjançant la irradiació de neutrons

## Aplicacions

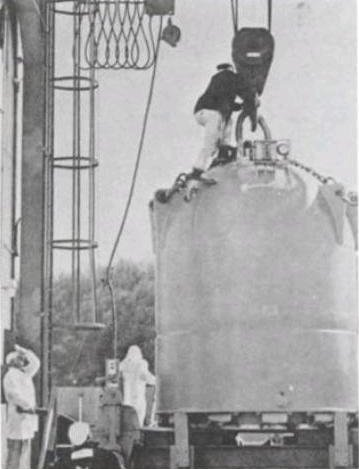
Contenidor de transport de cinquanta tones construït al Laboratori Nacional d'Oak Ridge que pot transportar fins a 1 gram de ^{252}Cf. Calen contenidors de transport molt grans i ben protegits per prevenir la fuga de material altament radioactiu en cas d'un hipotètic accident.

El californi-252 té aplicacions especialitzades, ja que és un potent emissor de neutrons: cada microgram de californi fresc produeix 139 milions de neutrons per minut. Aquesta propietat converteix el californi en una font d'engegada de neutrons útil per alguns reactors nuclears i també en una font de neutrons portàtil per l'anàlisi d'activació de neutrons, la qual permet detectar quantitats traça d'elements en mostres. Els neutrons del californi s'utilitzen com a tractament de certs càncers de cervicals i de cervell quan altres formes de radioteràpia no són efectives. Ha estat utilitzat en l'educació des del 1969, quan el Georgia Institute of Technology rebé un préstec de 119 µg de californi-252 de la Savannah River Plant. També s'usa en els analitzadors de carbó i altres analitzadors en les indústries del carbó i del ciment.
La penetració neutrònica en materials converteix el californi en un element útil per a instruments de detecció tals com els escàners de barres de combustible; per a la radiografia de neutrons d'aeronaus i components d'armes per detectar corrosió, males soldadures, esquerdes i humitat;; i per a detectors de metall portàtils. Les sondes de neutrons utilitzen californi-252 per trobar capes de petroli i aigua en pous, com una font de neutrons portàtil per a prospeccions d'or i plata per dur a terme anàlisis in situ i per detectar moviment al mantell freàtic. Els usos principals del californi-252 l'any 1982 eren, per ordre d'importància, la posada en marxa de reactors (48,3%), escaneig de barres de combustible (25,3%) i l'anàlisi d'activació (19,4%). A data de 1994, la majoria del californi-252 era utilitzat en radiografia de neutrons (77,4%), mentre que l'escaneig de barres de combustible (12,1%) i la posada en marxa de reactors (6,9%) romangueren com a usos importants però ja secundaris.
El californi-251, d'altra banda, té una massa crítica calculada molt petita (d'uns 5 kg), alta letalitat i un període relativament curt d'irradiació tòxica ambiental. La baixa massa crítica del californi provocà que es proposessin alguns possibles usos exagerats per l'element.
L'octubre de 2006, els investigadors de l'Institut Central d'Investigacions Nuclears de Dubna (Rússia) anunciaren que s'havien identificat tres àtoms d'oganessó (element 118) com a producte del bombardeig de californi-249 amb calci-48, cosa que es tractava de l'element més pesant mai sintetitzat. El blanc de l'experiment contenia uns 10 mg de californi-249 dipositat en una làmina de titani d'una superfície de 32 cm². El calibratge, la dosimetria i els estudis de fragmentació per fissió i de semivida són altres aplicacions del californi, el qual també ha estat utilitzat per produir altres elements transurànics: per exemple, l'element 103 (més tard batejat com a lawrenci) fou sintetitzat per primera vegada el 1961 bombardejant californi amb nuclis de bor.

## Precaucions
El californi que es bioacumula en el teixit ossi allibera radiació que afecta la capacitat del cos per formar glòbuls vermells. L'element no té cap rol biològic en cap organisme a causa de la seva intensa radioactivitat i la seva baixa concentració en l'ambient.
El californi pot penetrar en el cos a partir de la ingestió de menjar o beguda contaminada o bé mitjançant la respiració d'aire amb partícules en suspensió de l'element. Un cop dins del cos, tan sols un 0,05% del californi arriba al torrent sanguini. Aproximadament, un 65% d'aquest californi es diposita a l'esquelet, un 25% en el fetge i la resta en altres òrgans, o bé és excretat, bàsicament en l'orina. La meitat del californi dipositat en l'esquelet i el fetge s'elimina en 50 i 20 anys, respectivament. El californi a l'esquelet s'adhereix a la superfície òssia abans de migrar a poc a poc a través de l'os.
L'element és molt perillós quan entra dins del cos; a part d'això, però, el californi-249 i el californi-251 poden causar dany als teixits des de l'exterior mitjançant l'emissió de raigs gamma. La radiació ionitzant emesa pel californi als ossos i al fetge pot causar càncer.